# Balantiopteryx io
Balantiopteryx io е вид прилеп от семейство Emballonuridae. Възникнал е преди около 126 000 години. Видът е уязвим и сериозно застрашен от изчезване.

## Разпространение
Разпространен е в Белиз, Гватемала и Мексико.

## Описание
На дължина достигат до 4 cm, а теглото им е около 4 g.
Популацията на вида е намаляваща.